# Elisabeth Förster-Nietzsche

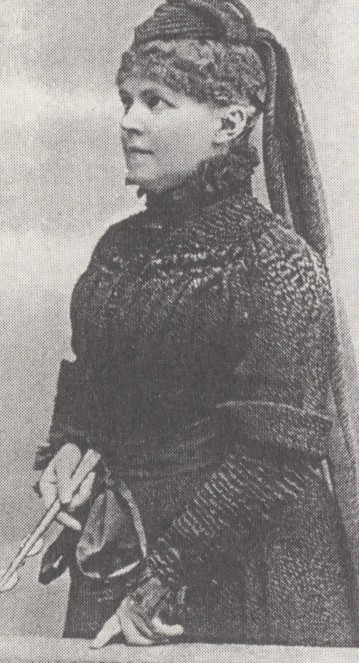

Therese Elisabeth Alexandra Förster-Nietzsche (Röcken, 10 juli 1846 – Weimar, 8 november 1935), was de zus van de bekende Duitse filosoof Friedrich Nietzsche.
Elisabeth is vooral bekend om de nalatenschap van haar broer die zij na zijn geestelijke ineenstorting heeft beheerd en grotendeels heeft uitgegeven. Zij schreef over hem het driedelige Das Leben Friedrich Nietzsches (1895-1904), Der junge Nietzsche (1912) en Der einsame Nietzsche (1914) en in 1922 een inleiding bij de heruitgave van Also sprach Zarathustra. In de geest van haar echtgenoot Bernhard Förster schroomde zij niet haar antisemitische denkbeelden in sommige boeken van haar broer te verwerken. Deze vervalsingen kwamen later aan het licht. Bij haar begrafenis was onder meer Adolf Hitler aanwezig. Tijdens de jaren 1880 vestigden zij en Förster samen een  Duitse kolonie in Paraguay.
Na de Tweede Wereldoorlog werd Elisabeth Forster-Nietzsche door velen verantwoordelijk gehouden voor een onverdiende reputatie die haar broer tijdens het Derde Rijk genoot als een vermeende profeet van het nationaalsocialisme. In wetenschappelijke en populaire publicaties heeft Forster-Nietzsche's manipulatie van de geschriften en brieven van haar broer, evenals haar "filologisch ongezonde redactionele praktijken" met zijn nagelaten geschriften,  geleid tot de veronderstelling dat ze tussenbeide kwam in zijn teksten om de beeldvorming over Nietzsche te beïnvloeden. Ook de beschuldigingen aan haar adres wegens de gunstige ontvangst van Nietzsche als een soort proto-nazi zijn zelf echter eveneens omstreden.